# Liste der meistverkauften Singles in den Vereinigten Staaten
Dieser Artikel beinhaltet eine Auflistung der meistverkauften Singles in den Vereinigten Staaten. Aufgeführt werden alle Singles, die sich laut Quellen mehr als sechs Millionen Mal verkauft haben.

## Liste der meistverkauften Singles (zertifiziert)

### Über 8 Millionen verkaufte Exemplare
| Rang | Jahr | Titel                                                       | Künstler                              | Auszeichnung   | Verkäufe  |
| ---- | ---- | ----------------------------------------------------------- | ------------------------------------- | -------------- | --------- |
| 1    | 1997 | Candle In The Wind/Something About the Way You Look Tonight | Elton John                            | 11-fach Platin | 8.839.000 |
| 2    | 2010 | I Gotta Feeling                                             | The Black Eyed Peas                   | 8-fach Platin  | 8.770.000 |
| 3    | 2010 | Rolling in the Deep                                         | Adele                                 | 8-fach Platin  | 8.444.000 |
| 4    | 2011 | Party Rock Anthem                                           | LMFAO feat. Lauren Bennett & GoonRock | 7-fach Platin  | 8.100.000 |

### Über 7 Millionen verkaufte Exemplare
| Rang | Jahr | Titel                        | Künstler                                    | Auszeichnung   | Verkäufe  |
| ---- | ---- | ---------------------------- | ------------------------------------------- | -------------- | --------- |
| 5    | 2012 | Radioactive                  | Imagine Dragons                             | 10-fach Platin | 7.950.000 |
| 6    | 2011 | Somebody That I Used to Know | Gotye feat. Kimbra                          | 8-fach Platin  | 7.900.000 |
| 7    | 2012 | Thrift Shop                  | Macklemore & Ryan Lewis feat. Wanz          | 10-fach Platin | 7.740.000 |
| 8    | 2011 | Call Me Maybe                | Carly Rae Jepsen                            | 9-fach Platin  | 7.600.000 |
| 9    | 2012 | Cruise                       | Florida Georgia Line                        | 9-fach Platin  | 7.440.000 |
| 10   | 2013 | Blurred Lines                | Robin Thicke feat. T.I. & Pharrell Williams | 6-fach Platin  | 7.380.000 |
| 11   | 2007 | Low                          | Flo Rida feat. T-Pain                       | 3-fach Platin  | 7.300.000 |
| 12   | 2008 | Poker Face                   | Lady Gaga                                   | 10-fach Platin | 7.250.000 |
| 13   | 2010 | Firework                     | Katy Perry                                  | 10-fach Platin | 7.040.000 |
| 14   | 2008 | Just Dance                   | Lady Gaga feat. Colby O’Donis               | 8-fach Platin  | 7.010.000 |

### Über 6 Millionen verkaufte Exemplare
| Rang | Jahr | Titel                  | Künstler                          | Auszeichnung                                     | Verkäufe                                           |
| ---- | ---- | ---------------------- | --------------------------------- | ------------------------------------------------ | -------------------------------------------------- |
| 15   | 2014 | Uptown Funk            | Mark Ronson feat. Bruno Mars      | 11-fach Platin                                   | 6.900.000                                          |
| 15   | 2013 | Happy                  | Pharrell Williams                 | 7-fach Platin                                    | 6.900.000                                          |
| 15   | 2009 | Boom Boom Pow          | The Black Eyed Peas               | 5-fach Platin                                    | 6.900.000                                          |
| 15   | 1981 | Don’t Stop Believin’   | Journey                           | 5-fach Platin (digital) Gold (physisch)          | 6.900.000 (6.400.000 digital) (500.000 physisch)   |
| 19   | 2008 | I’m Yours              | Jason Mraz                        | 7-fach Platin                                    | 6.837.000                                          |
| 20   | 2011 | We Are Young           | Fun feat. Janelle Monáe           | 7-fach Platin                                    | 6.830.000                                          |
| 21   | 2009 | Tik Tok                | Kesha                             | 5-fach Platin                                    | 6.800.000                                          |
| 22   | 2010 | Just the Way You Are   | Bruno Mars                        | 5-fach Platin                                    | 6.700.000                                          |
| 22   | 2002 | Lose Yourself          | Eminem                            | 5-fach Platin                                    | 6.700.000                                          |
| 22   | 2011 | Moves like Jagger      | Maroon 5 feat. Christina Aguilera | 6-fach Platin                                    | 6.700.000                                          |
| 25   | 1992 | I Will Always Love You | Whitney Houston                   | 4-fach Platin (physisch) 2-fach Platin (digital) | 6.607.000 (4.591.000 physisch) (2.016.000 digital) |
| 26   | 2010 | Love the Way You Lie   | Eminem feat. Rihanna              | 12-fach Platin                                   | 6.500.000                                          |
| 27   | 2009 | Hey, Soul Sister       | Train                             | 6-fach Platin                                    | 6.417.000                                          |
| 28   | 2011 | Sexy and I Know It     | LMFAO                             | 8-fach Platin                                    | 6.400.000                                          |
| 29   | 2009 | Need You Now           | Lady Antebellum                   | 6-fach Platin                                    | 6.270.000                                          |
| 30   | 2008 | Viva la Vida           | Coldplay                          | 3-fach Platin                                    | 6.131.000                                          |
| 31   | 2013 | Roar                   | Katy Perry                        | 9-fach Platin                                    | 6.110.000                                          |
| 32   | 2010 | Grenade                | Bruno Mars                        | 5-fach Platin                                    | 6.100.000                                          |
| 33   | 1982 | Eye of the Tiger       | Survivor                          | 2-fach Platin (physisch) Platin (digital)        | 6.100.000 (2.000.000 physisch) (4.100.000 digital) |
| 34   | 2013 | Dark Horse             | Katy Perry                        | 10-fach Platin                                   | 6.080.000                                          |
| 35   | 2011 | Someone like You       | Adele                             | 5-fach Platin                                    | 6.057.000                                          |
| 36   | 2005 | Apologize              | Timbaland feat. OneRepublic       | 4-fach Platin                                    | 6.000.000                                          |
| 36   | 2010 | Dynamite               | Taio Cruz                         | 8-fach Platin                                    | 6.000.000                                          |
| 36   | 2010 | Fuck You!              | CeeLo Green                       | 5-fach Platin                                    | 6.000.000                                          |